# 長崎泰光
長崎 泰光（ながさき やすみつ、生没年未詳）は、鎌倉時代後期の武士。内管領を輩出した長崎氏の一族で、得宗被官（御内人）として北条貞時・高時に仕えた。
『系図纂要』の長崎氏系図によれば、長崎光綱の弟・長崎高泰の子であるが、同系図の信憑性は決して高くなく、確証はない。
「泰光」という実名は『御的日記』（内閣文庫所蔵）と『太平記』で確認ができる。後者は軍記物語という性格上、創作の可能性もあり得るため、これだけで直ちに泰光の存在を認めることは難しいが、一次史料と言える前者でも徳治元年（1306年）正月に幕府弓始射手を勤めた人物として「長崎孫四郎泰光」の名が見られるので、実在が認められるとともに通称が「孫四郎」であったことが分かる。すると、延慶2年（1309年）正月21日の北条高時の元服に際し「なかさきのまこ四郎さゑもん」（長崎孫四郎左衛門）が馬を献上しているが、これも泰光に比定される。尚、通称の変化から恐らくこの間に左衛門尉に任官した可能性が高い。
『太平記』では「長崎四郎左衛門泰光」と表記している箇所がある一方で、別の箇所で登場する「長崎孫四郎左衛門」については実名を明記していないので、同じく四郎左衛門(尉)の通称を持つ長崎高貞と混同されがちだが、前述の史料からいずれも泰光を指すと考えられる。前者は泰光が南条次郎左衛門宗直とともに上洛し、日野資朝・日野俊基を捕縛したと伝えるものだが、実際には正中元年（1324年）9月の出来事（いわゆる正中の変）で、東使として派遣されたのも別の人物であり、この両名は元徳3年/元弘元年（1331年）5月5日（元弘の変の時）に上洛して俊基と僧の文観・円観を捕縛した人物を挙げたものである。後者は元弘3年/正慶2年（1333年）、長崎孫四郎左衛門（泰光）が長崎高重とともに、桜田貞国を大将とする幕府軍に属し新田義貞率いる軍勢と戦った、久米川の戦いの様子を伝える記事であり、鎌倉幕府滅亡の頃までの存命が確認される。尚、『梅松論』によれば、同年の段階で上野国守護代に在任していたという。
建武2年（1335年）9月、朝廷は北条氏一門の旧領であった安楽村・原御厨等を伊勢神宮領とする太政官符を発給しているが、その中に泰光の領地であった伊勢国大連名芝田郷・深瀬村が含まれていることから、幕府滅亡後まもなくして泰光の領地は収公されたことになる。幕府滅亡に殉じた（1333～1335年の間に死去した）可能性は高いが、死の詳細については不明である。